# Quiina cruegeriana
Quiina cruegeriana là một loài thực vật có hoa trong họ Ochnaceae. Loài này được Griseb. miêu tả khoa học đầu tiên năm 1859.